# Логинов, Алексей Романович
Алексей Романович Логинов (1903—1943) — лейтенант Рабоче-крестьянской Красной Армии, участник Великой Отечественной войны, Герой Советского Союза (1944).

## Биография
Алексей Логинов родился 11 марта 1903 года в деревне Обыково Курмышского уезда (ныне — Красночетайский муниципальный округ Чувашии). После окончания семи классов школы и одногодичной правовой школы в Чебоксарах работал народным судьёй Красночетайского районного суда. В декабре 1941 года Логинов был призван Красночетайским районным военным комиссариатом на службу в Рабоче-крестьянскую Красную Армию. С января 1942 года — на фронтах Великой Отечественной войны. В 1943 году Логинов окончил курсы младших лейтенантов Московского военного округа.
К сентябрю 1943 года лейтенант Алексей Логинов командовал взводом 1183-го стрелкового полка 356-й стрелковой дивизии 61-й армии Центрального фронта. Отличился во время освобождения Черниговской области Украинской ССР. 25 сентября 1943 года Логинов во главе группы бойцов ворвался на станцию Репки и очистил её от противника. 26 сентября в бою за село Новосёлки Репкинского района он лично уничтожил 15 вражеских солдат и офицеров. 28 сентября 1943 года взвод Логинова переправился через Днепр и принял активное участие в боях за захват и удержание плацдарма на его западном берегу. В том бою Логинов погиб. Похоронен в Новосёлках.
Указом Президиума Верховного Совета СССР «О присвоении звания Героя Советского Союза генералам, офицерскому, сержантскому и рядовому составу Красной Армии» от 15 января 1944 года за «образцовое выполнение боевых заданий командования по форсированию реки Днепр и проявленные при этом мужество и героизм» лейтенант Алексей Логинов посмертно был удостоен высокого звания Героя Советского Союза. Также посмертно был награждён орденом Ленина.

## Память

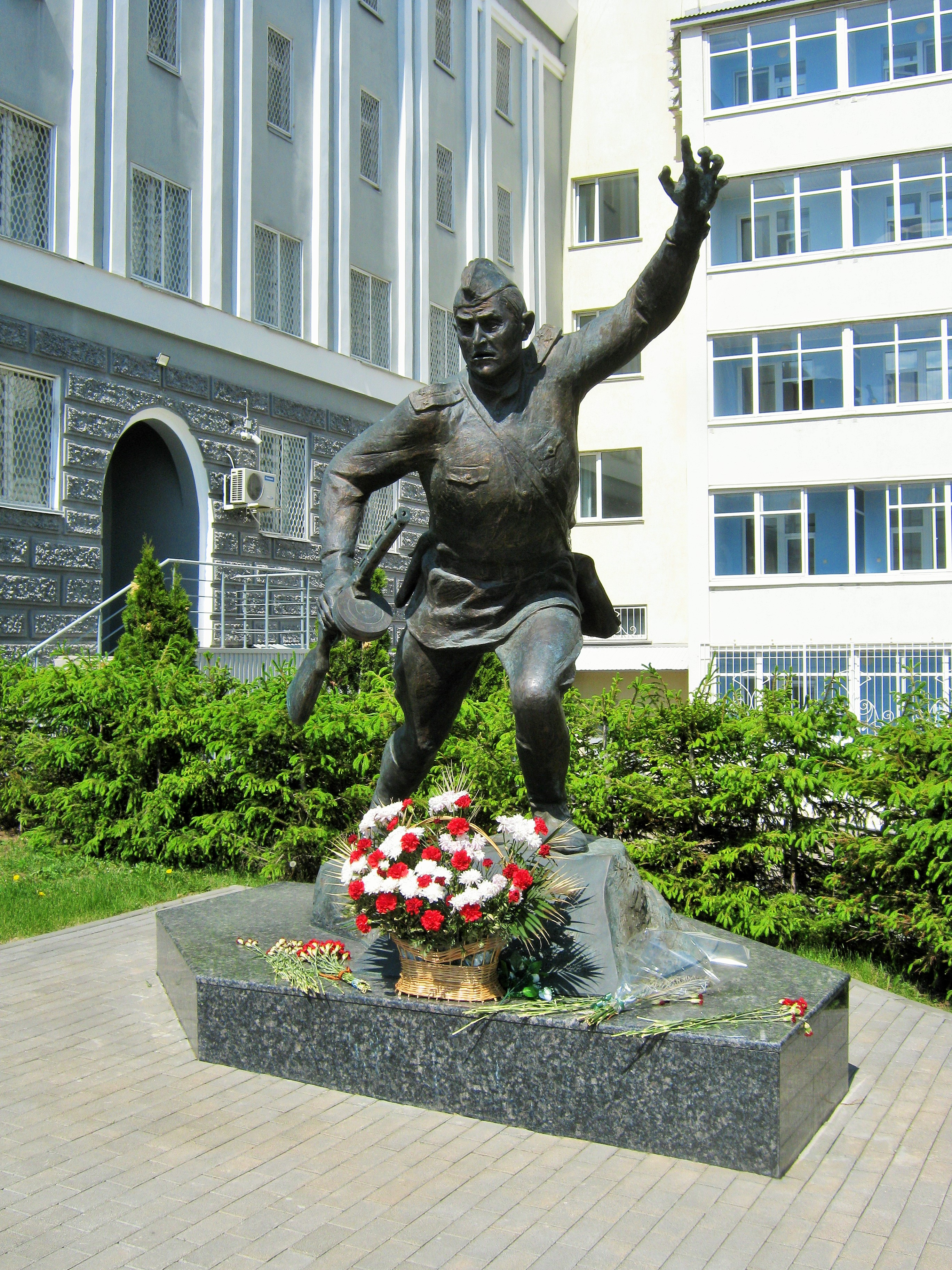
Памятник А. Р. Логинову в Чебоксарах

8 мая 2019 года в Чебоксарах около здания МВД по Чувашской Республике был открыт памятник Алексею Логинову; монумент установлен на улице, в 2018 году названной в честь Логинова.